# XVI Giochi olimpici invernali
I XVI Giochi olimpici invernali (in francese: XVIes Jeux olympiques d'hiver), noti anche come Albertville '92, si sono svolti ad Albertville (Francia) dall'8 al 23 febbraio 1992. Sono stati gli ultimi Giochi olimpici invernali che si sono tenuti lo stesso anno delle Olimpiadi estive (edizione di Barcellona del 1992). Dall'edizione successiva, quella del 1994 infatti, i Giochi olimpici invernali e quelli estivi vengono organizzati a distanza di due anni. Inoltre sono stati i terzi Giochi invernali ad essersi svolti in Francia, dopo la prima edizione in assoluto delle Olimpiadi invernali a Chamonix nel 1924 e quelli di Grenoble nel 1968.

## Assegnazione
Nell'assegnazione dei XVI Giochi olimpici invernali furono interessate sette città: Anchorage (Stati Uniti), Berchtesgaden (Germania), Cortina d'Ampezzo (Italia), Lillehammer (Norvegia), Falun (Svezia) e Sofia (Bulgaria). Sei città su sette erano europee. Cortina d'Ampezzo si candidava nuovamente dopo aver organizzato i Giochi olimpici invernali del 1956. Albertville viene scelta come città ospitante al sesto turno durante la 91ª sessione del CIO svoltasi il 17 ottobre 1986 a Losanna.. La città norvegese di Lillehammer ha invece ospitato le successive Olimpiadi invernali del 1994.
| Città             | Paese          | Round 1 | Round 2 | Round 3 | Round 4 | Run-off | Round 5 |
| Albertville       | Francia        | 19      | 26      | 29      | 42      | —       | 51      |
| Sofia             | Bulgaria       | 25      | 25      | 28      | 24      | —       | 25      |
| Falun             | Svezia         | 10      | 11      | 11      | 11      | 41      | 9       |
| Lillehammer       | Norvegia       | 10      | 11      | 9       | 11      | 40      | —       |
| Cortina d'Ampezzo | Italia         | 7       | 6       | 7       | —       | —       | —       |
| Anchorage         | Stati Uniti    | 7       | 5       | —       | —       | —       | —       |
| Berchtesgaden     | Germania Ovest | 6       | —       | —       | —       | —       | —       |

## Sviluppo e preparazione

### Sedi di gara
| Impianto               | Comune                     | Sport                                       | Inaugurazione | Capacità | Note |
| ---------------------- | -------------------------- | ------------------------------------------- | ------------- | -------- | ---- |
| L'anneau de vitesse    | Albertville                | Pattinaggio di velocità                     | 1992          | 10.000   |      |
| Halle Olympique        | Albertville                | Pattinaggio di figura Short track           | 1991          | 9.000    |      |
| Les Menuires           | Saint-Martin-de-Belleville | Sci alpino                                  | -             | -        |      |
| Les Saisies            | Hauteluce                  | Biathlon Sci di fondo                       | -             | 12.500   |      |
| Méribel                | Les Allues                 | Sci alpino                                  | -             | 3.000    |      |
| Méribel Ice Palace     | Les Allues                 | Hockey su ghiaccio                          | 1991          | 6.420    |      |
| Piste de La Plagne     | Mâcot-la-Plagne            | Bob Slittino                                | 1991          | -        |      |
| Théâtre des Cérémonies | Albertville                | Cerimonia di apertura Cerimonia di chiusura | 1992          | 35.000   |      |
| Tignes                 | Tignes                     | Freestyle                                   | -             | -        |      |
| Trampolino del Praz    | Saint-Bon-Tarentaise       | Combinata nordica Salto con gli sci         | 1990          | 20.000   |      |
| Val-d'Isère            | Val-d'Isère                | Sci alpino                                  | -             | -        |      |

## I Giochi

### Discipline
Il programma olimpico prevedeva competizioni in 12 discipline:
| Disciplina              | Maschile | Femminile | Misti | Totali |
| ----------------------- | -------- | --------- | ----- | ------ |
| Biathlon                | 3        | 3         |       | 6      |
| Bob                     | 2        |           |       | 2      |
| Combinata nordica       | 2        |           |       | 2      |
| Freestyle               | 1        | 1         |       | 2      |
| Hockey su ghiaccio      | 1        |           |       | 2      |
| Pattinaggio di figura   | 1        | 1         | 2     | 4      |
| Pattinaggio di velocità | 5        | 5         |       | 10     |
| Salto con gli sci       | 3        |           |       | 3      |
| Sci alpino              | 5        | 5         |       | 10     |
| Sci di fondo            | 5        | 5         |       | 10     |
| Short track             | 2        | 2         |       | 4      |
| Slittino                | 2        | 1         |       | 3      |
| Totale (12 discipline)  | 35       | 26        | 2     | 63     |

A queste discipline vanno aggiunti due sport dimostrativi: il Chilometro lanciato e il Curling.

## Risultati

### Medagliere
Di seguito le prime 10 posizioni del medagliere:
  Nazione ospitante 
| Pos. | Paese             | Oro | Argento | Bronzo | Totale |
| ---- | ----------------- | --- | ------- | ------ | ------ |
| 1    | Germania          | 10  | 10      | 6      | 26     |
| 2    | Squadra Unificata | 9   | 6       | 8      | 23     |
| 3    | Norvegia          | 9   | 6       | 5      | 20     |
| 4    | Austria           | 6   | 7       | 8      | 21     |
| 5    | Stati Uniti       | 5   | 4       | 2      | 11     |
| 6    | Italia            | 4   | 6       | 4      | 14     |
| 7    | Francia           | 3   | 5       | 1      | 9      |
| 8    | Finlandia         | 3   | 1       | 3      | 7      |
| 9    | Canada            | 2   | 3       | 3      | 7      |
| 10   | Corea del Sud     | 2   | 1       | 1      | 4      |

### Protagonisti
- Stefania Belmondo (Italia, sci di fondo): è una delle atlete più medagliate, con un oro, un argento e un bronzo. Ripeterà la tripletta dieci anni dopo, a Salt Lake City.
- Alberto Tomba (Italia, sci alpino): si riconferma campione olimpico dello slalom gigante, diventando così il primo sciatore alpino a vincere per due volte consecutive lo stesso titolo olimpico.
- Vegard Ulvang (Norvegia, sci di fondo): è il dominatore delle gare maschili, con tre medaglie d'oro e una d'argento.